# 以色列霍爾 (特拉華州)
伊斯雷爾霍爾（英語：Israel Haul）是位於美國特拉華州蘇塞克斯縣的一個非建制地區。該地的面積和人口皆未知。

## 地理
伊斯雷爾霍爾的座標為38°34′4″N 75°11′14″W / 38.56778°N 75.18722°W，而該地的平均海拔高度為1米（即3英尺）。